# قنفذي كروي الرأس
القنفذي الكروي الرأس أو رِعْي الإبل نوع نباتي ينتمي إلى جنس القنفذي من الفصيلة النجمية. موطنه أوروبا وآسيا وحوض البحر الأبيض المتوسط وأدخل إلى أمريكا الشمالية. يعتبر مصدر للرعي خاصة للابل والاغنام والمواشي خاصة عندما تكون الاراق طرية. وكذالك لها فوائد عند الازهار لتغذية الحشرات وكذلك النحل. 

## الموئل والانتشار
ينتشر هذا النوع في معظم مناطق أوروبا.

## مرادفات للاسم العلمي
- (باللاتينية: Echinops multiflorus Lam., nom. illeg.)
- (باللاتينية: Echinops cirsiifolius (K. Koch) Grossh.)
- (باللاتينية: Echinops erevanensis Mulk.)
- (باللاتينية: Echinops macedonicus Formánek)
- (باللاتينية: Echinops rochelianus var. cirsiifolius K. Koch)

## معرض صور

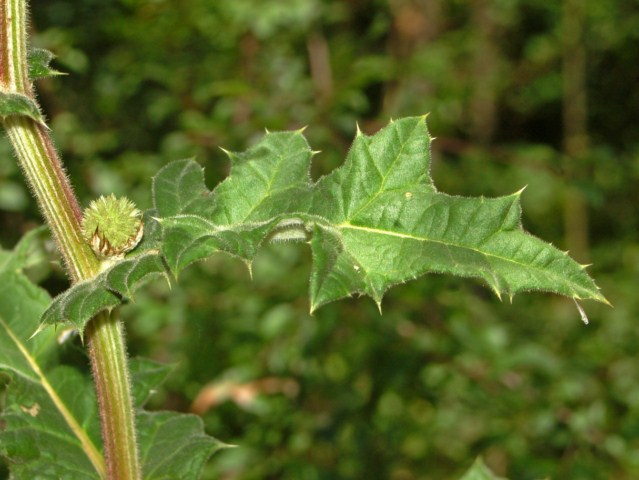
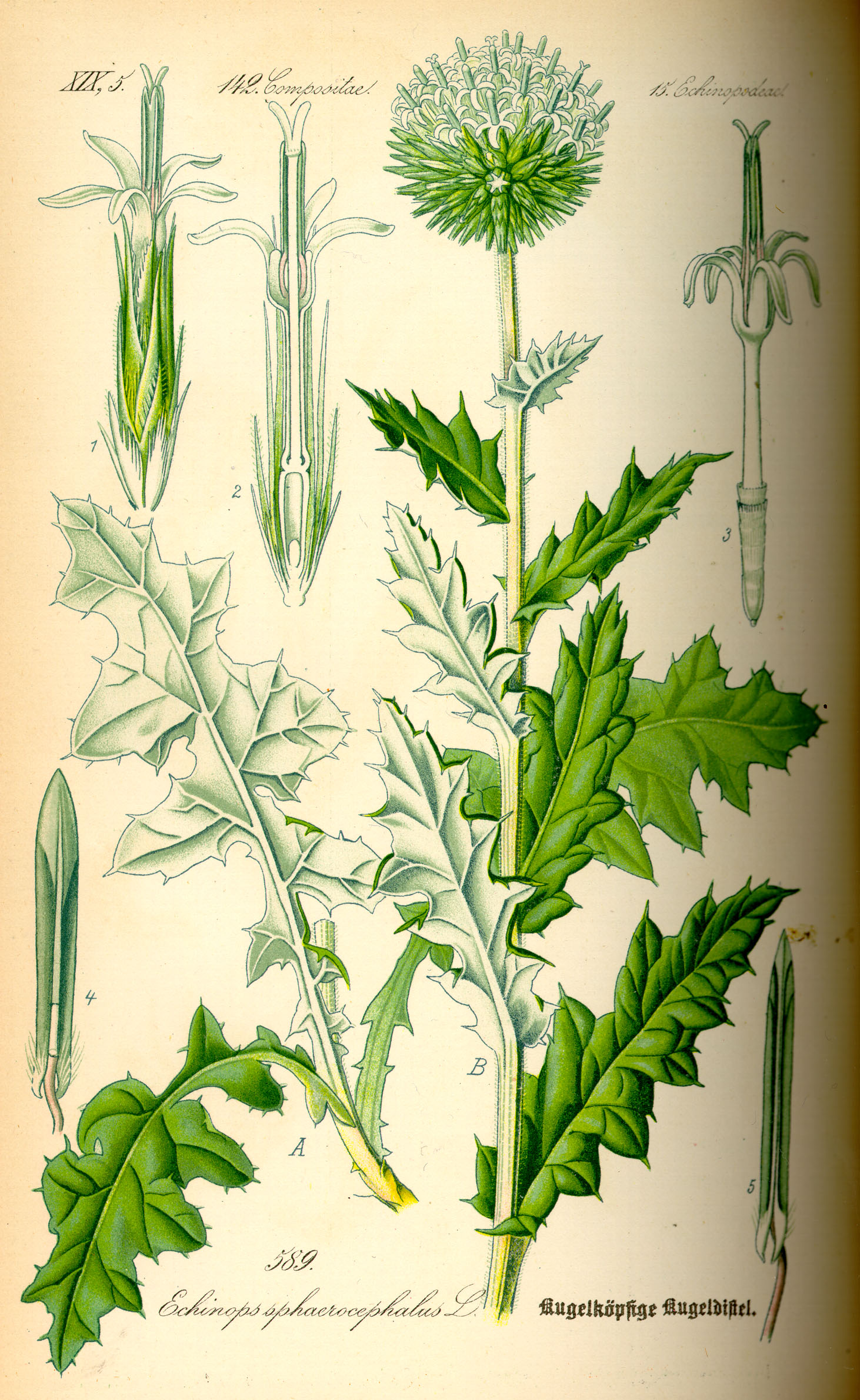
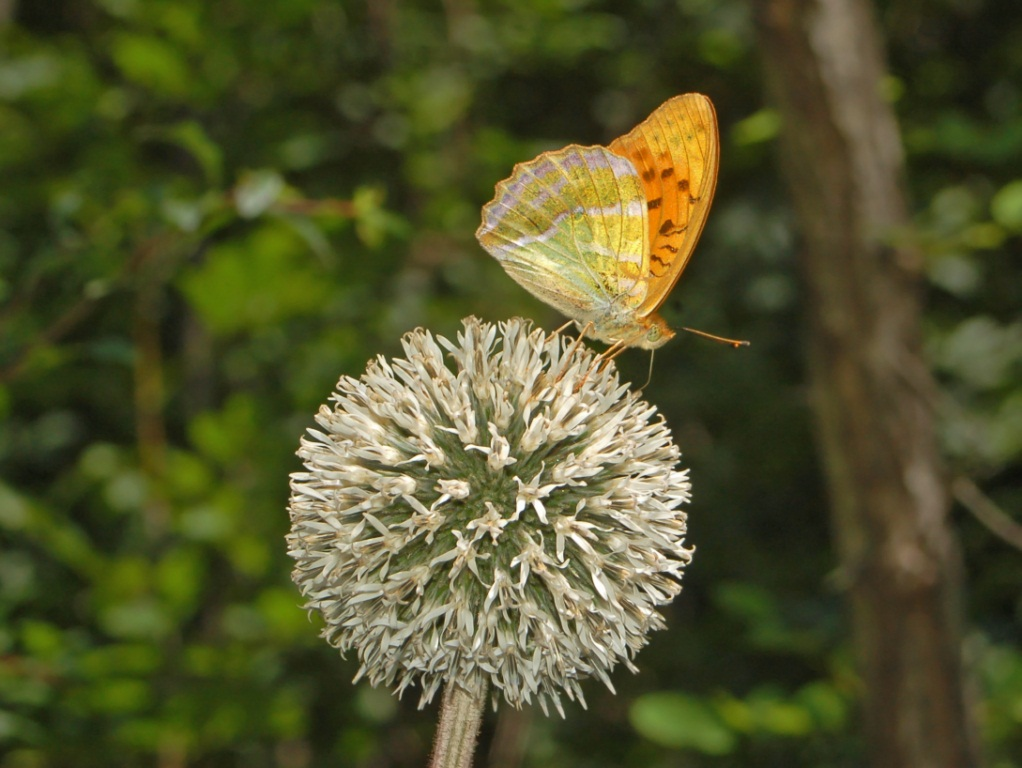